# マッキ M.7

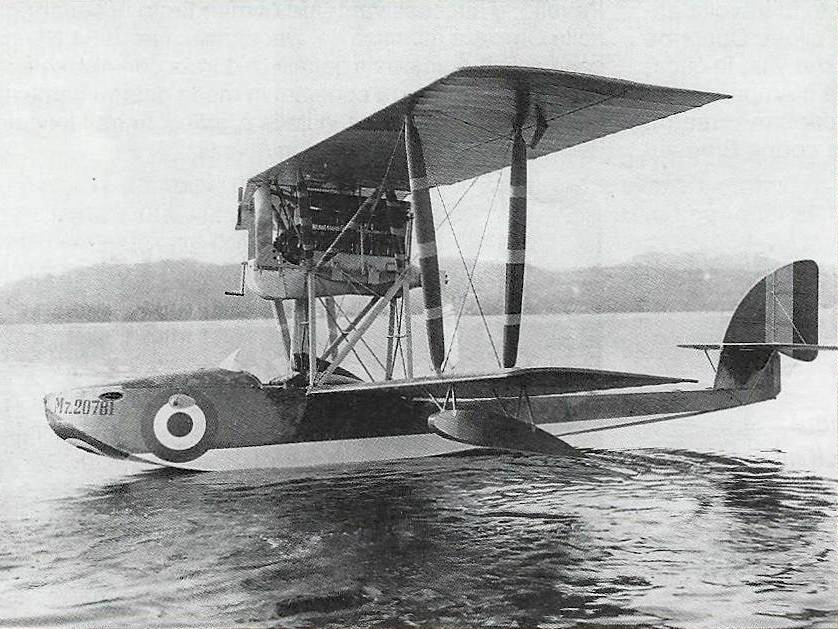
マッキ M.7

マッキ M.7（Macchi M.7）はイタリアの複葉、単発単座の水上機である。アレサンドロ・トニーニが設計した。改良型のM.7bisは1921年のシュナイダー・トロフィー・レースで優勝した。
M.7はその前のM.5の艇体を改良したもので、イゾッタ＝フラスキーニのV6エンジンが搭載された。操縦士はフロートに乗り、複葉の主翼の間に推進式のエンジンが設置され、プロペラは推進式である。第一次世界大戦の終了によってイタリア海軍に引き渡された機体は17機に留まった。1919年にアルゼンチンとスウェーデンにそれぞれ2機が輸出され、1921年にはブラジルに3機が輸出された。
1920年にシュナイダー・トロフィーレース用の改良型 M.7bisが設計された。軽量化と翼巾の縮小が行われ、5機がレースに参加しジョバンニ・ディ・ブリガンティの操縦する機体が優勝した。1922年のレースでも4位に入賞した。
1923年には、発展型のM.7terが生産された。艇体は再設計され、翼の構造、尾翼の部分が変更された。M.7terは3つの型が生産され、水上機母艦ジュゼッペ･ミラーリアに搭載された M.7ter ARもあった。1924年には6つの部隊が M.7terを装備し100機以上が生産された。1940年まで、民間の航空学校では使われた。

## スペック (M.7ter)
- 乗員: 1
- 全長: 8.09 m
- 全巾: 9.95 m
- 全高: 2.97 m
- 翼面積: 23.50 m2
- 機体重量: 805 kg
- 全備重量: 1,098 kg
- エンジン: 1 × Isotta-Fraschni V.6直列 194 kW (260 hp)

- 最大速度: 200 km/h
- 航続時間: 3 時間
- 上昇限度: 7,000 m

- 武装：2 × 0.303inヴィッカース機銃